# Giorgio Giusfredi
Giorgio Giusfredi (Lucca, Italia, 25 de marzo de 1984) es un escritor y guionista de cómic italiano.

## Biografía
Cocinero y enólogo, colabora con la escuela de escritura creativa "Barnabooth", para la cual ha publicado algunos relatos. En 2012 creó, con el dibujante Nicola Rubin, el personaje Zeno Q.B. para la revista femenina Glamour de Condé Nast Publications. En 2014, debutó como guionista (junto a Maurizio Colombo) de la historieta Zagor, de la editorial Bonelli, para la que también ha escrito historias de Dampyr, Tex y Odessa.